# Sandy, Bedfordshire
Sandy este un oraș în comitatul Bedfordshire, regiunea East of England, Anglia. Orașul se află în districtului Mid Bedfordshire a cărui reședință este.